# Lago Cocón
Cocón es un lago ubicado en el distrito de Palcamayo, provincia de Tarma, departamento de Junín. Se encuentra a 3 000 m s. n. m.